# Cheilotrichia (Cheilotrichia) aemula
Cheilotrichia (Cheilotrichia) aemula is een tweevleugelige uit de familie steltmuggen (Limoniidae). De soort komt voor in het Palearctisch gebied.